# مال خاتون
مال خاتون (توفيت في نوفمبر 1323م) هي زوجة عثمان الأول، قائد الأتراك العثمانيين ومؤسس السلالة، وحاكم ومؤسس الدولة العثمانية. وهي والدة ثاني الحكام العثمانيين السلطان أورخان بن عثمان الأول.

## سيرتها
تزوجت مال خاتون عثمان الأول حوالي عام 679 هـ/1280م، يعتقد عدد من المؤرخين بأنها كانت ابنة البك التركي الأناضولي عمر بك، على الرغم من وجود العديد من التكهنات بأنها كانت ابنة الشيخ إده بالي. وتقول مصادر أخرى إنها كانت ابنة عمر عبد العزيز بك الوزير السلجوقي في الأناضول.
يشير صك الوقف لعام 1324 الخاص بدير الدراويش الذي بناه السلطان أورخان إلى أن والدته لم تكن ابنة إده بالي، بل كانت مال خاتون ابنة «عمر بك». يُشير لقب «بك» أن والد مال هاتون كان شخصًا يتمتع بمكانة وسلطة ما. أحد الاحتمالات هو أنه كان أمير إمارة «عموري» (أو عمورية)، التي كانت تقع شمال شرق الإمارة العثمانية الناشئة واختفت في أواخر القرن الثالث عشر أو أوائل القرن الرابع عشر. حيث قاتل عمر بك مع عثمان في واحدة من أولى غاراته ضد البيزنطيين المحليين.
أنجبت السلطان أورخان بن عثمان الأول، توفيت في نوفمبر 1323م.

## في الثقافة الشعبية
أدت يلدز جاغري عتيقسوي دور مالهون هاتون في المسلسل التلفزيوني التركي المؤسس عثمان.

### هوامش
1. 1 2  Turkey2. "Turkey: The Imperial House of Osman. مؤرشف من الأصل في 26 مارس 2020. اطلع عليه بتاريخ 5 صفر 1436 هـ. {{استشهاد بكتاب}}: تحقق من التاريخ في: |تاريخ الوصول= (مساعدة)صيانة الاستشهاد: BOT: original URL status unknown (link) صيانة الاستشهاد: أسماء عددية: قائمة المؤلفين (link)
2. ↑  كوندوز. ص. 58-59.
3. ↑  "Consorts Of Ottoman Sultans (in Turkish)". Ottoman Web Page. مؤرشف من الأصل في 2020-02-04.
4. ↑  Leslie P.، Peirce (1993). "Wives and Concubines: Toward Concubinage". The Imperial Harem: Women and Sovereignty in the Ottoman Empire. 198 Madison Avenue, New York, New York 10016-4314: Oxford University Press. ص. 55. ISBN:978-0-19-508677-5. مؤرشف من الأصل في 2022-05-31.{{استشهاد بكتاب}}:  صيانة الاستشهاد: مكان (link)
5. ↑  "Kuruluş Osman kadrosuna bomba transfer - atv". @atvcomtr (بالتركية). Archived from the original on 2021-02-11. Retrieved 2021-02-13.